# NGC 7345
NGC 7345 est une vaste galaxie spirale (lenticulaire ?) vue par la tranche, située dans la constellation de Pégase. Sa vitesse par rapport au fond diffus cosmologique est de 9 029 ± 30 km/s, ce qui correspond à une distance de Hubble de 133,2 ± 9,3 Mpc (∼434 millions d'al). NGC 7345 a été découverte par l'astronome français Édouard Stephan en 1872.
La classe de luminosité de NGC 7345 est I. Dans le ciel terrestre, NGC 7345 apparaît à proximité d'une étoile relativement brillante, désignée IRAS 22364+3514.
Le X dans la classification du professeur Seligman signifie que la partie centrale de 7345 est légèrement en forme de cette lettre. Selon Ronald James Buta, de tels pseudo-bulbe en forme de boîte sont visibles dans environ la moitié des galaxies lenticulaires vues par la tranche.